# Diocèse de Bokungu-Ikela
Le diocèse de Bokungu-Ikela (en latin : Dioecesis Bokunguensis-Ikelaënsis ) est un diocèse catholique de République démocratique du Congo, suffragant de l'archidiocèse de Mbandaka-Bikoro. Le siège de l'évêché est dans la cité de Bokungu dans le territoire du même nom.

## Histoire
Le 11 septembre 1961, le diocèse d'Ikela est établi à partir d'une partie du territoire de l'archidiocèse  Coquilhatville, dont le suffragant. Le 16 juin 1967, il est renommé diocèse de Bokungu-Ikela.

## Évêques
- Joseph Weigl, M.S.C. (11 novembre 1961 - 18 mars 1982)
- Joseph Kumuondala Mbimba (de) (18 mars 1982 - 11 octobre 1991)
- Joseph Mokobe Ndjoku (de) (6 décembre 1993 - 9 novembre 2001)
- Fridolin Ambongo Besungu, O.F.M. Cap (22 novembre 2004 - 12 novembre 2016), nommé archevêque de Mbandaka-Bikoro
  - Fridolin Ambongo Besungu, O.F.M. Cap (12 novembre 2016 - 6 mars 2018), administrateur apostolique
  - Emery Kibal Mansong’loo, C.P. (6 mars 2018 - 21 juillet 2019), administrateur apostolique
- Toussaint Iluku Bolumbu, M.S.C., depuis le 13 mai 2019

## Statistiques
| année | baptisés | population totale | pourcentage | prêtres (total) | prêtres séculiers | prêtres réguliers | catholiques par prêtre | diacres | religieux | religieuses | paroisses |
| ----- | -------- | ----------------- | ----------- | --------------- | ----------------- | ----------------- | ---------------------- | ------- | --------- | ----------- | --------- |
| 1970  | 23 200   | 230 000           | 10,1        | 40              | 21                | 19                | 580                    |         | 22        | 25          | 8         |
| 1980  | 38 130   | 207 630           | 18,4        | 18              | 1                 | 17                | 2.118                  |         | 22        | 29          | 15        |
| 1990  | 41 493   | 284 000           | 14,6        | 22              | 8                 | 14                | 1.886                  |         | 23        | 34          | 14        |
| 1997  | 87 428   | 506 312           | 17,3        | 27              | 18                | 9                 | 3.238                  |         | 16        | 34          | 14        |
| 2001  | 91 000   | 510 312           | 17,8        | 23              | 19                | 4                 | 3.956                  |         | 9         |             | 14        |
| 2002  | 91 430   | 511 432           | 17,9        | 19              | 16                | 3                 | 4.812                  |         | 7         | 18          | 14        |
| 2003  | 44 300   | 520 450           | 8,5         | 19              | 16                | 3                 | 2.331                  |         | 8         | 21          | 14        |
| 2004  | 47 300   | 528 480           | 9,0         | 19              | 16                | 3                 | 2.489                  |         | 8         | 22          | 13        |
| 2006  | 49 351   | 617 000           | 8,0         | 20              | 16                | 4                 | 2.467                  |         | 8         | 26          | 14        |
| 2011  | 210 736  | 691 000           | 30,5        | 32              | 25                | 7                 | 6.585                  |         | 19        | 32          | 15        |
| 2012  | 211 958  | 692 723           | 30,6        | 31              | 24                | 7                 | 6.837                  |         | 17        | 34          | 15        |
| 2015  | 288 762  | 748 000           | 38,6        | 28              | 24                | 4                 | 10.312                 |         | 11        | 22          | 15        |
| 2018  | 292 240  | 765 930           | 38,2        | 20              | 16                | 4                 | 14.612                 |         | 13        | 31          | 15        |
| 2020  | 284 552  | 924 807           | 30,8        | 21              | 17                | 4                 | 13.550                 |         | 11        | 37          | 15        |
| 2022  | 285 699  | 966 062           | 29,6        | 23              | 18                | 5                 | 12.421                 |         | 11        | 22          | 15        |

## Paroisses
Le diocèse compte 14 paroisses en 2013 :
- Région pastorale de Bokungu
  - Marie, Reine d'Afrique de Bokungu, fondée en 1954, cathédrale
  - Sainte Thérèse de l'Enfant Jésus de Mondombé, fondée en 1925
  - Notre-Dame de la Paix d'Etsi
  - Immaculée conception de Yemo, (Aujourd'hui Bienheureuse Anuarite  Nengampeta depuis Mgr Fridolin Ambongo) fondée en 1962
  - Saint Charles Lwanga de Bolukutu, fondée en 1975

- Région pastorale de Bokela

- Région pastorale d'Ikela